# Doom (datorspelsserie)
Doom är en serie förstapersonsskjutspel utvecklade av främst ID Software, och utgivna från 1993 och framåt. Spelen är uppbyggda kring science fiction-skräck-tema.

## Spel

### Huvudserien
| Titel                        | Släppår |
| ---------------------------- | ------- |
| Doom                         | 1993    |
| The Ultimate Doom            | 1993    |
| Doom II: Hell on Earth       | 1994    |
| Master Levels for Doom II    | 1995    |
| Doom 3                       | 2004    |
| Doom 3: Resurrection of Evil | 2005    |
| Doom 3 BFG Edition           | 2012    |
| Doom                         | 2016    |
| Doom Eternal                 | 2020    |
| Doom: The Dark Ages          | 2025    |

### Spinoffspel
| Titel             | Släppår |
| ----------------- | ------- |
| Final Doom        | 1996    |
| Doom 64           | 1997    |
| Doom RPG          | 2005    |
| Doom Resurrection | 2009    |
| Doom RPG II       | 2009    |
| Doom IRL          | 2013    |